# Serge Houde

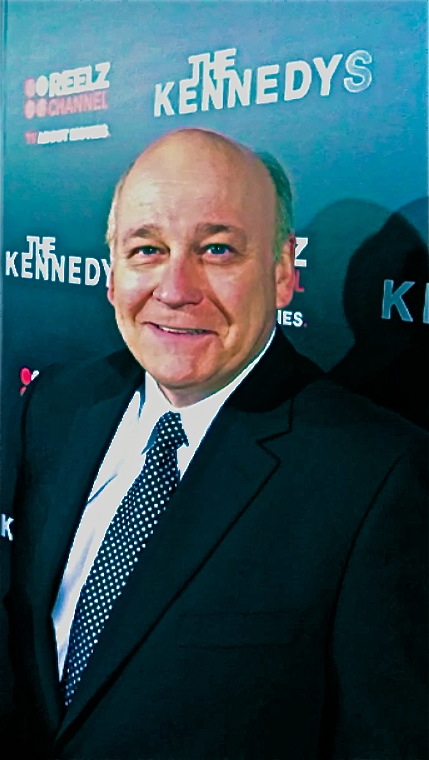
Serge Houde

Serge Houde (* 16. Februar 1953 in Québec) ist ein kanadischer Schauspieler.

## Leben
Serge Houde erblickte in der Stadt Québec das Licht der Welt und wuchs danach auf einer Militärbasis in Picton, Ontario, auf. Er spricht von Geburt auf Französisch und lernte in der Schule Englisch. Als er zehn Jahre alt war, starb sein Vater und der Rest der Familie zog zurück in Houdes Geburtsstadt. Nach der High School arbeitete er im Alter von neunzehn Jahren als Tier-Fotojournalist (wildlife photojournalist). Seine Bilder und Artikel erschienen u. a. im National Geographic Magazine. Weiters versuchte er sich in verschiedenen anderen Berufen, er baute etwa am Trans-Canada Highway mit. Mit 24 besuchte er die Guelph Universität. Danach war er in Montreal in der Werbebranche tätig und zog nach Vancouver, wo er zwei Bessie awards gewann.
Im Alter von 35 Jahren entschloss sich Houde Schauspieler zu werden. Seither drehte er in verschiedenen Ländern zahlreiche Filme in englischer und französischer Sprache. Im Spionagefilm The Palmer Files: Herren der Apocalypse (1996), eine Romanverfilmung von Len Deighton mit Michael Caine und Jason Connery in den Hauptrollen, spielte Houde einen Kunsthändler, der mit Kriminellen Geschäfte machen will. Im Actionfilm Hawk's Revenge – Tödliche Rache (1997), in dem die Hauptfigur den Mörder seines Bruders sucht, trat er kurz in zwei Szenen als Vorgesetzter des getöteten Polizisten auf. Im Kinderfilm Maddy tanzt auf dem Mond (1997) verkörperte er den Vater eines Mädchens, das die Phantasiegespräche mit ihrem Stoffhasen aufgibt als sie älter wird. Weitere Nebenrollen porträtierte Houde in Liebe und andere Grausamkeiten (1993) von Regisseur Denys Arcand, im Filmdrama October (1994), in Der Schakal (1997) mit Richard Gere, in False Pretense – Der Schein trügt (1998) mit Eric Roberts, in The Score (2001) mit Robert De Niro, in der Filmkomödie Pluto Nash (2002) mit Eddie Murphy und in Paycheck – Die Abrechnung (2003) mit Ben Affleck. In der Fernsehserie Largo Winch (2001) war er in 39 Folgen als John Sullivan zu sehen. Eine kleinere Rolle hatte er in Steven Spielbergs Miniserie Taken (2002). Seine wohl größte Rolle stellte er im Filmdrama Manners of Dying (2004) mit Roy Dupuis dar, worin er als Gefängnisdirektor für den korrekten Ablauf der Hinrichtungen verantwortlich ist.
Verheiratet ist Serge Houde mit Gwen Gnazdowsky.

## Filmografie (Auswahl)
- 1988: 21 Jump Street – Tatort Klassenzimmer
- 1989: The Bronx 2001 (Empire of Ash III)
- 1989: Kampf gegen die Mafia (Wiseguy, Fernsehserie, Folge People Do It All the Time)
- 1989, 1990: MacGyver (Fernsehserie, 2 Folgen)
- 1991: Omen IV: Das Erwachen (Omen IV: The Awakening)
- 1991: Silent Motive – Mord in Hollywood (Silent Motive)
- 1992: Stay Tuned
- 1992: Evil Dead – Die Saat des Bösen (The Resurrected)
- 1992: North of Pittsburgh
- 1993: Catman – Mörderischer Instinkt (Tomcat: Dangerous Desires)
- 1993: Double Suspicion
- 1993: Liebe und andere Grausamkeiten (Love and Human Remains)
- 1993: Kuck mal, wer da jetzt spricht (Look Who’s Talking Now)
- 1994: October (Octobre)
- 1994: Grusel, Grauen, Gänsehaut (Are You Afraid of the Dark?, Fernsehserie, Folge The Tale of the Fire Ghost)
- 1995: Die falsche Mörderin (The Wrong Woman)
- 1995: Legends of the North (Aventures dans le Grand Nord, Fernsehserie, Folge Kazan)
- 1995: Black List (Liste noire)
- 1996: Das Windsor-Protokoll (Windsor Protocol)
- 1996: The Palmer Files: Herren der Apocalypse (Midnight in Saint Petersburg)
- 1997: Little Men
- 1997: Hate – Haß (Natural Enemy)
- 1997: Hawk’s Revenge – Tödliche Rache (Hawk’s Vengeance)
- 1997: Red Zone (The Peacekeeper)
- 1997: Maddy tanzt auf dem Mond (Dancing on the Moon)
- 1997: Der Schakal (The Jackal)
- 1998: Der Killer wohnt zur Untermiete (Sublet)
- 1998: Perfect Deal (Musketeers Forever)
- 1998: False Pretense – Der Schein trügt (Dead End)
- 1998: Tödliches Paradies (La Guerre de l’eau)
- 1999: Symphonie des Todes (Requiem for Murder)
- 1999: Zuhause ist ein weiter Weg (Running Home)
- 1999: Taxman
- 1999: Grey Owl (Grey Owl)
- 1999: P.T. Barnum
- 2000: Virtual Reality – Kampf ums Überleben (Harsh Realm, Fernsehserie, Folge Reunion)
- 2000: Der Kuss der Killerin (Revenge)
- 2000: Bad Boys Hunting (Wilder)
- 2001: Largo Winch – Gefährliches Erbe (Largo Winch)
- 2001: Largo Winch – Gefährliches Erbe (Largo Winch: The Heir)
- 2001: Concept of Fear (Hidden Agenda)
- 2001: The Score
- 2002: Pluto Nash – Im Kampf gegen die Mondmafia (The Adventures of Pluto Nash)
- 2002: Smallville (Fernsehserie, 2 Folgen)
- 2002: Taken (Fernsehserie, Folge Beyond the Sky)
- 2003: Der Fall John Doe! (John Doe, Fernsehserie, Folge Ashes to Ashes)
- 2003: Paycheck – Die Abrechnung (Paycheck)
- 2004: Voll gepunktet (The Perfect Score)
- 2004: Dead Zone (The Dead Zone, Fernsehserie, Folge Cycle of Violence)
- 2004: Manners of Dying
- 2005: Eighteen
- 2005: Maurice Richard
- 2006: Final Days – Die letzten Tage der Menschheit (Final Days of Planet Earth)
- 2007: Ants on a Plane – Tod im Handgepäck (Destination: Infestation)
- 2009: Grace
- 2011: 50/50 – Freunde fürs (Über)Leben (50/50)
- 2011: Gregs Tagebuch 2 – Gibt’s Probleme? (Diary of a Wimpy Kid: Rodrick Rules)
- 2013: Played (Fernsehserie, 1 Folge)
- 2013: Motive (Fernsehserie, 2 Folgen)
- 2016: Voll verkatert (Nine Lives)